# Chromoteleia tricarinata
Chromoteleia tricarinata är en stekelart som beskrevs av Jean-Jacques Kieffer 1909. Chromoteleia tricarinata ingår i släktet Chromoteleia och familjen Scelionidae. Inga underarter finns listade i Catalogue of Life.